# Tranås landskommun
Tranås landskommun var en tidigare kommun i dåvarande Kristianstads län.

## Administrativ historik
Kommunen bildades i Tranås socken i Ingelstads härad i Skåne när 1862 års kommunalförordningar trädde i kraft. 
Vid kommunreformen 1952 uppgick kommunen i Onslunda landskommun som 1969 uppgick i Tomelilla köping som 1971 ombildades till Tomelilla kommun.

## Politik

### Mandatfördelning i Tranås landskommun 1938-1946
| 4 | 3 | 5 | 4 | 4 |

| 18 |

| 5 | 1 | 4 | 4 | 6 |

| 20 |

| 5 | 1 | 5 | 4 | 5 |

| 20 |